# 鲁毅
鲁毅（1964年10月—），男，汉族，湖北武昌人，中华人民共和国政治人物，中国共产党党员。武汉大学社会保障专业毕业，研究生学历，管理学博士。现任深圳市人民代表大会常务委员会副主任、党组副书记。

## 生平
1982年8月参加工作，任湖北省人民政府办公厅秘书处办事员、主任科员。1986年8月加入中国共产党。
1991年，任中共深圳市委办公厅主任科员、正处级秘书。1995年6月，任深圳市商业银行党委副书记、副行长。1997年12月，任深圳市社会保险管理局副局长、党组副书记兼任深圳市商业银行董事、监事。2003年8月，任深圳市人民政府金融发展服务办公室主任、党委书记。2005年7月，任中共深圳市罗湖区委副书记、区人民政府副区长、代理区长（2006年2月正式当选区长）。2010年6月，任中共深圳市宝安区委书记、宝安区人大常委会主任。
2014年5月，任中共佛山市委副书记。2014年6月，任中共佛山市委副书记、代市长（2015年2月正式当选市长）。2016年2月，任中共佛山市委书记。
2016年1月21日，广东省第十二届人大常委会第二十三次会议补选为第十二届全国人民代表大会代表。
2021年5月，当选为深圳市人民代表大会常务委员会副主任。